# Fukai Yuki
Fukai Yuki (sinh ngày 6 tháng 9 năm 1996) là một cầu thủ bóng đá người Nhật Bản.

## Sự nghiệp câu lạc bộ
Fukai Yuki hiện đang chơi cho Azul Claro Numazu.